# Івиця Піріч
Івиця Піріч (хорв. Ivica Pirić; нар. 24 січня 1977, Спліт) — колишній хорватський футболіст, півзахисник. Після завершення ігрової кар'єри працює агентом ФІФА. З 2016 року — почесний консул України в Хорватії. З 2018 року — співвласник і президент ФК «Арсенал-Київ».

## Життєпис
Вихованець «Хайдука» з рідного міста, де і розпочав професійні виступи, проте вже 1998 року поїхав у Німеччину, де недовго виступав за нижчоліговий «Ульм 1846».
Протягом 1999–2002 років виступав за «Загреб», з яким у сезоні 2001-02 став чемпіоном Хорватії.
З 2003 року переїхав в Україну, де став виступати за київський «Арсенал». Там він став товаришувати з іншими хорватськими легіонерами в чемпіонаті України — «динамівцями» Єрко Леко і Гораном Сабличем і «шахтарем» Дарійо Срна. З останнім він навіть відкрив у Києві кафе «Спорт-Крепс».
Влітку 2007 року через конфлікт Пиричу заборонили брати участь у професійних матчах і незабаром «каноніри» розірвали контракт з гравцем.
На початку 2008 року Івиця повернувся на Батьківщину, де став виступати за «Трогір». 2009 року перейшов у «Спліт», де завершив кар'єру восени 2010 року.
Після завершення кар'єри гравця став агентом, відкривши своє агентство в Хорватії Після чого отримав ліцензію агента ФІФА і тісно співпрацює з українським футболом. Саме за допомогою Івиці був проведений трансфер Николи Калинича в «Дніпро». Є агентом Саші Балича.
26 серпня 2016 року став почесним консулом України в Хорватії.

## Досягнення
- Чемпіон Хорватії: 2001-02

## Сім'я
Одружений, дружина Ведрана, з котрою має трьох дітей: сина Івана (нар. 2008), доньок Єлизавету (нар. 2014) та Клару (нар. 2012).

## Благодійність
Піріч допомагає українським солдатам, пораненим під час Російсько-української війни, та дітям, які постраждали внаслідок військових дій.
Влітку 2015 року організував виїзд, для оздоровлення та реабілітації, до Хорватії 300 дітей-переселенців з Донбасу.
У 2016 році Івіця Пирич організував реабілітацію 50 українських військовиків та оздоровлення 300 дітей загиблих та поранених бійців АТО.